# 澳洲國庫部長

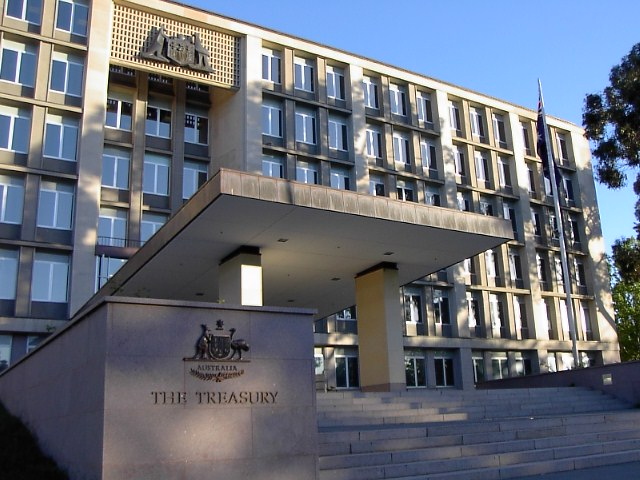
位于澳大利亞首都坎培拉的聯邦國庫部大樓。

國庫部長（英語：Treasurer of Australia）是澳大利亞政府的内阁部長官職，相當於其他國家的財長。國庫部長主管政府支出和收入，對政府的經濟政策起重要的作用。國庫部長是澳大利亞國庫部（英語：Department of the Treasury）的主管官員。根據澳大利亞西敏制憲政制度下極強的慣例，國庫部長是政治官職，由澳大利亞國會下議院的議員出任。和其他政治官職一樣，國庫部長由澳大利亞總理提名、由澳大利亞總督（代表澳大利亞君主）任命，任期隨議會解散或總理建議而結束。國庫部長每年五月負責在聯邦議會提出聯邦預算案。

## 职权和重要性
國庫部长是政府财政、经济政策和金融监管方面的主管部长。其中國庫部长直接负责指定每年的联邦预算案，并由此制定政府的财政政策。澳大利亚的货币政策由政治独立的澳大利亚储备银行（央行）实施，而國庫部长通过任命央行的主管官员而对货币政策间接负责。
聯邦財長是澳大利亞最重要的官職之一。傳統上，國庫部長被認爲是政治人物邁向總理職位的重要經歷：至今共有八位財長後來成爲總理。此外，历史上也出现多次财长兼任副总理，总理兼任财长、前总理出任财长、财长后来出任总督等情况。
前任國庫部長是自由党籍的乔什·富来顿伯格（Josh Frydenberg），自由党是2013年以来执政的联盟内的主要政党，2018年由于经党内表决由前任财长斯科特·莫里逊接任党魁及总理，富来顿伯格当选副党魁并出任财长，2018年8月24日就職。至今任職最長的國庫部長是彼得·科斯特洛，共任職11年零八個月（1996年-2007年）。國庫部長換人最頻繁的時期則是1991年：一年内先後有五人出任財長。
現任國庫部長是吉姆·查默斯，成為澳洲第41任財長。
按照世界經濟界的評獎，有兩位澳大利亞國庫部長獲得過“世界最佳財長”稱號：韦恩·斯旺和保羅·基廷。

## 相關部長職位
現行聯邦官制下，與國庫部長共同負責國庫部的其他級別較低的部長職位有：
- 助理國庫部長（Assistant Treasurer）
- 金融服務與養老保險部長（Minister for Financial Services and Superannuation）
- 競爭政策與消費者事務部長（Minister for Competition Policy & Consumer Affairs）
- 住房部長（Minister for Housing）

國庫部長連同以上部長合稱為“國庫部部長”（英語：Treasury Ministers）。
此外，負責财政部的三位部長也協助國庫部長：
- 財政與放寬監管部長（Minister for Finance and Deregulation）
- 特別國務部長（Special Minister of State）
- 助理放寬監管部長（Minister Assisting for Deregulation）

## 歷任澳大利亞國庫部長
| 任數 | 部長                                 | 政黨           | 任期      | 注                     |
| ---- | ------------------------------------ | -------------- | --------- | ---------------------- |
| 1.   | 喬治·吞拿爵士 （Sir George Turner）  | 保護主義黨     | 1901–1904 |                        |
| 2.   | 克里斯·沃森                          | 澳大利亞工黨   | 1904      | 總理兼任               |
| –    | 喬治·吞拿爵士                        | 保護主義黨     | 1904–1905 |                        |
| 3.   | 約翰·佛勒斯特爵士（John Forrest）    | 保護主義黨     | 1905–1907 |                        |
| 4.   | 威廉·萊恩爵士（William Lyne）        | 保護主義黨     | 1907–1908 |                        |
| 5.   | 安德魯·費希爾                        | 澳大利亞工黨   | 1908–1909 | 總理兼任               |
| –    | 約翰·佛勒斯特爵士                    | 保護主義黨     | 1909–1910 |                        |
| –    | 安德魯·費希爾                        | 澳大利亞工黨   | 1910–1913 | 總理兼任               |
| –    | 約翰·佛勒斯特爵士                    | 聯邦自由黨     | 1913–1914 |                        |
| –    | 安德魯·費希爾                        | 澳大利亞工黨   | 1914–1915 | 總理兼任               |
| 6.   | 威廉·希格斯（William Higgs）         | 澳大利亞工黨   | 1915–1916 |                        |
| 7.   | 亞歷山大·波因頓（Alexander Poynton） | 澳大利亞工黨   | 1916–1917 |                        |
| –    | 約翰·佛勒斯特爵士                    | 澳大利亞國民黨 | 1917–1918 |                        |
| 8.   | 威廉·瓦特（William Watt）            | 澳大利亞國民黨 | 1918–1920 |                        |
| 9.   | 約瑟夫·庫克爵士                      | 澳大利亞國民黨 | 1920–1921 | 之前任总理             |
| 10.  | 斯丹利·布魯斯（Stanley Bruce）       | 澳大利亞國民黨 | 1921–1923 | 後來任總理             |
| 11.  | 厄爾·佩吉博士（Earle Page）          | 澳大利亞鄉村黨 | 1923–1929 | 後來任總理             |
| 12.  | 泰德·西奧多（Ted Theodore）          | 澳大利亞工黨   | 1929–1930 |                        |
| 13.  | 詹姆士·斯卡林（James Scullin）       | 澳大利亞工黨   | 1930–1931 | 總理兼任               |
| –    | 泰德·西奧多                          | 澳大利亞工黨   | 1931–1932 |                        |
| 14.  | 約瑟夫·萊昂斯（Joseph Lyons）        | 澳大利亞聯合黨 | 1932–1935 | 總理兼任               |
| 15.  | 理查德·凱希（Richard Casey）         | 澳大利亞聯合黨 | 1935–1939 | 後來任總督、孟加拉總督 |
| 16.  | 羅伯特·孟席斯                        | 澳大利亞聯合黨 | 1939–1940 | 總理兼任               |
| 17.  | 珀西·斯班德（Percy Spender）         | 澳大利亞聯合黨 | 1940      |                        |
| 18.  | 阿瑟·法登爵士                        | 澳大利亞鄉村黨 | 1940–1941 | 後來任總理             |
| 19.  | 班·奇夫利                            | 澳大利亞工黨   | 1941–1949 | 總理兼任               |
| –    | 阿瑟·法登爵士                        | 澳大利亞鄉村黨 | 1949–1958 | 之前任總理             |
| 20.  | 哈罗德·霍尔特                        | 澳大利亞自由黨 | 1958–1966 | 後來任總理             |
| 21.  | 威廉·麥克馬洪（William McMahon）     | 澳大利亞自由黨 | 1966–1969 | 後來任總理             |
| 22.  | 萊斯利·貝利（Leslie Bury）           | 澳大利亞自由黨 | 1969–1971 |                        |
| 23.  | 比利·斯乃頓（Billy Snedden）         | 澳大利亞自由黨 | 1971–1972 |                        |
| 24.  | 高夫·惠特蘭                          | 澳大利亞工黨   | 1972      | 總理兼任               |
| 25.  | 富蘭克·克林（Frank Crean）           | 澳大利亞工黨   | 1972–1974 |                        |
| 26.  | 吉姆·凱恩斯博士（Jim Cairns）        | 澳大利亞工黨   | 1974–1975 |                        |
| 27.  | 比尔·海登                            | 澳大利亞工黨   | 1975      | 後來任總督             |
| 28.  | 菲利浦·臨其（Phillip Lynch）         | 澳大利亞工黨   | 1975–1977 |                        |
| 29.  | 約翰·霍華德                          | 澳大利亞自由黨 | 1977–1983 | 後來任總理             |
| 30.  | 保羅·基廷                            | 澳大利亞工黨   | 1983–1991 | 後來任總理             |
| 31.  | 鮑勃·霍克                            | 澳大利亞工黨   | 1991      | 總理兼任（僅一天）     |
| 32.  | 約翰·柯林（John Kerin）              | 澳大利亞工黨   | 1991      |                        |
| 33.  | 拉夫·威利斯（Ralph Willis）          | 澳大利亞工黨   | 1991      |                        |
| 34.  | 約翰·道琴斯（John Dawkins）          | 澳大利亞工黨   | 1991–1993 |                        |
| –    | 拉夫·威利斯                          | 澳大利亞工黨   | 1993–1996 |                        |
| 35.  | 彼得·科斯特洛                        | 澳大利亞自由黨 | 1996–2007 |                        |
| 36.  | 韦恩·斯旺                            | 澳大利亞工黨   | 2007–2013 |                        |
| 37.  | 克理斯·宝文                          | 澳大利亞工黨   | 2013–2013 |                        |
| 38.  | 乔·霍基 （Joe Hockey）               | 澳大利亞自由黨 | 2013–2015 |                        |
| 39.  | 斯科特·莫里逊                        | 澳大利亞自由黨 | 2013–2018 | 後來任總理             |
| 39.  | 乔什·富来顿伯格                      | 澳大利亞自由黨 | 2018–2022 |                        |
| 40.  | 吉姆·查默斯                          | 澳大利亞工黨   | 2022–     |                        |